# Глюкозид
Глюкозидите са гликозиди, получени от глюкоза. Те се срещат често в растенията и рядко при животните. Глюкоза се получава, когато един глюкозид се хидролизира по чисто химически начин или декомпозира чрез ферментация или ензими.
Името първоначално е дадено на растителни продукти от този вид, при които другата част на молекулата е в повечето случаи ароматично алдехидно или фенолно съединение (изключения са синигринът и ялапинът или скамонин). Сега то е разширено и включва синтетични етери като тези, получени при взаимодействие на алкохолни разтвори на глюкоза със солна киселина, както и полизахарозите, напр. захароза, които се оказват също и естери. Въпреки че глюкозата е най-често срещаната в глюкозидите захар, познати са много, които произвеждат рамноза или изо-дулцит. Последните могат да бъдат наречени пентозиди. Обръща се голяма внимание на незахарните части на молекулата. На много от тях съставът е определен и те са синтезирани, което в някои случаи това е довело да приготвянето на синтетичан глюкозид.
Най-простите глюкозиди са алкилните естери, които са получени чрез реакция на солна киселина с алкохолни разтвори на глюкоза. По-добър метод за получаването им е да се разтвори твърда безводна глюкоза в метанол, съдържащ солна киселина. Получава се смес на 12- и 13-глюкоза, която след това се етерифицира и ако разтворът се неутрализира преди изомеризацията на 13-формата и разтворителят се отстрани, се получава смес от 12- и 13-метилови етери. Те могат да се разделят по действието на подходяща ферментация.
Класификацията на глюкозидите среща някои трудности. Предлага се една класификация, основаваща се на химическия строеж на неглюкозната част на молекулата, при която се оформят четири групи: (1) етиленови производни, (2) бензенови производни, (3) стироленови производни, (4) антраценови производни. Може да се сътави и група, включваща цианогенните глюкозиди, т.е. тези, които съдържат циановодородна киселина. Други класификации следват ботаническата класификация, която имя няколко предимства. В частност растенията от свързани родове съдържат подобни съединения.